# Stelle principali della costellazione del Microscopio
Segue un prospetto delle stelle principali della costellazione del Microscopio, elencate per magnitudine decrescente.